# Rosenrevolution

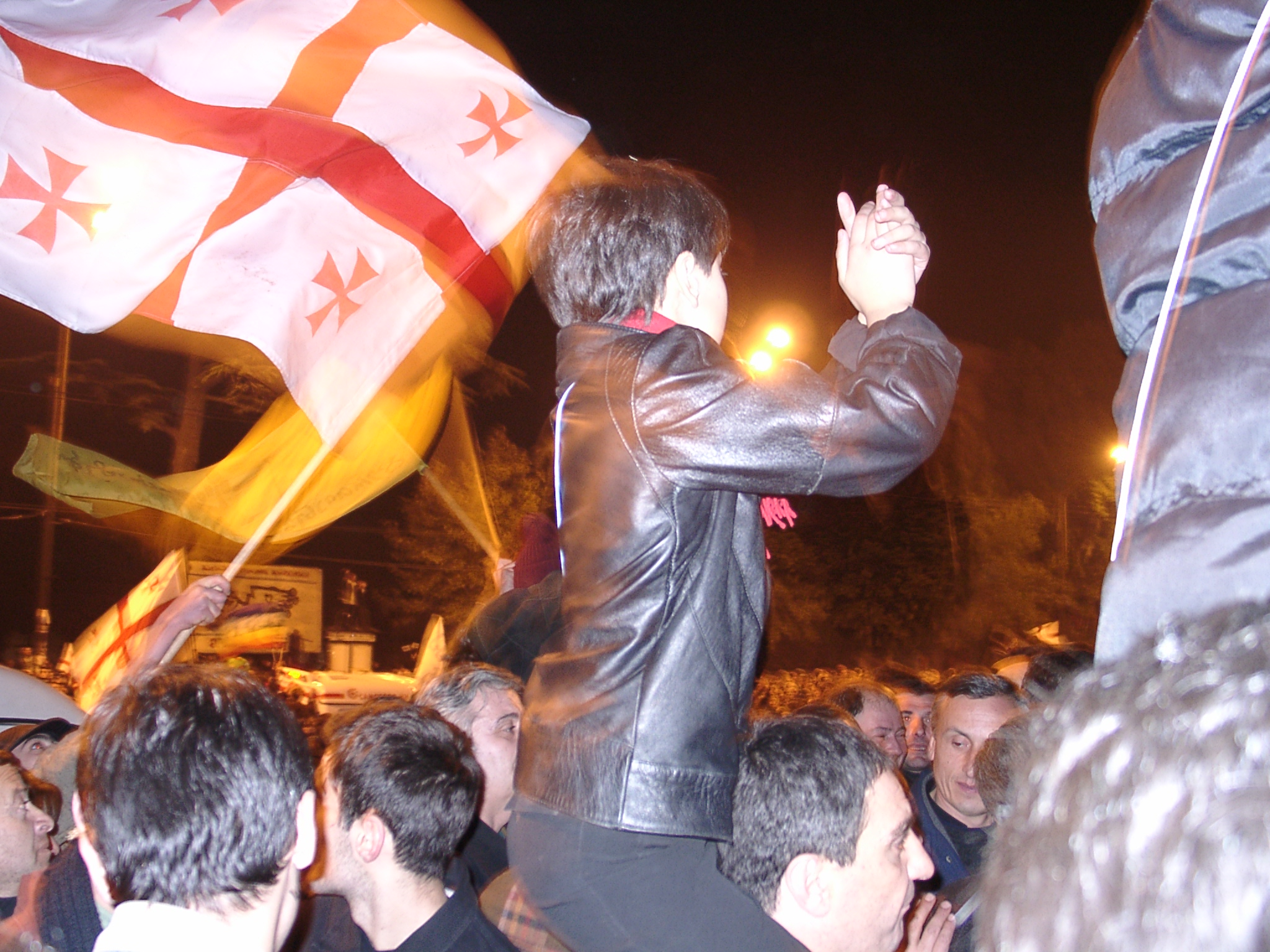
Demonstrationen in Tiflis während der georgischen Rosenrevolution 2003

Die Rosenrevolution (georgisch ვარდების რევოლუცია vardebis revolucia) fand 2003 in Georgien statt, führte zum Rücktritt von Präsident Eduard Schewardnadse und brachte die bisherige Opposition an die Macht. Der Begriff wurde einem Zitat des ersten georgischen Präsidenten Swiad Gamsachurdia entlehnt: „Wir werden Rosen statt Kugeln auf unsere Feinde werfen.“ Die Rosenrevolution gehört zu einer Reihe von als Farbrevolutionen bezeichneten politischen Umbrüchen.

## Vorgeschichte

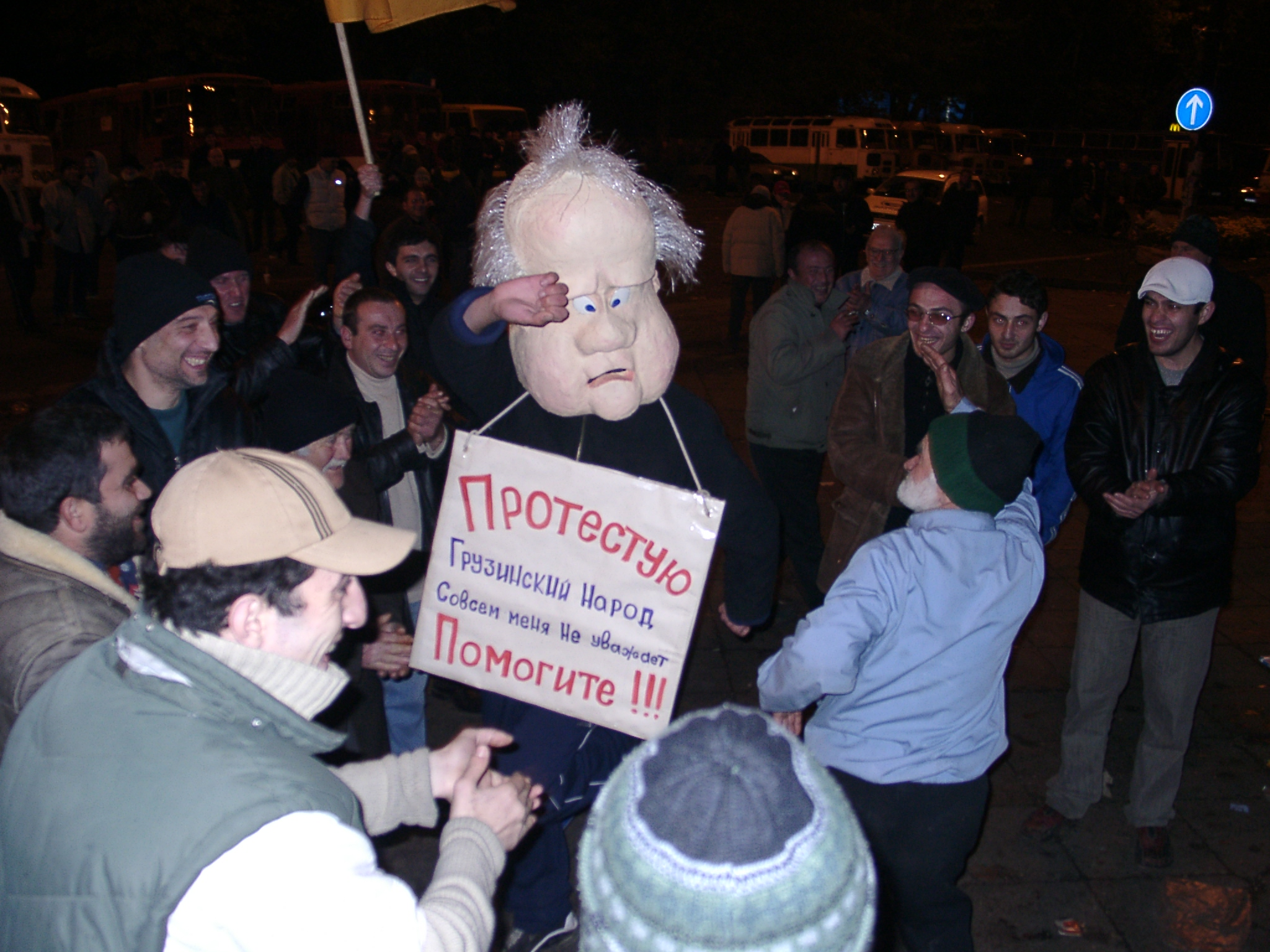
Präsident Schewardnadse als Witzfigur, 13. November 2003

Georgien wurde bis zur Rosenrevolution seit 1992 von Präsident Schewardnadse regiert. Seine Regierung führte zwar demokratische Grundregeln im Lande ein, veränderte jedoch nicht die traditionelle Clanwirtschaft und Korruption. Kredite der Weltbank sowie im Rahmen von Entwicklungsprogrammen der US-Regierung und der Europäischen Union gewährte Investitionsmittel versickerten in der Schattenwirtschaft. Georgien blieb eines der ärmsten Länder der Welt. Die Präsidentenfamilie nutzte die herrschenden Strukturen zum persönlichen finanziellen Vorteil.
Zugleich gelang es Schewardnadse nicht, Georgien nach jahrelangem Bürgerkrieg innerlich zu einen. Die autonomen Republiken Abchasien und Adscharien sowie das autonome Gebiet Südossetien entwickelten sich unter seiner Herrschaft zu stabilisierten De-facto-Regimen, die von Diktatoren beherrscht wurden, die sich keiner Wahl stellten.
Zu den Parlamentswahlen am 2. November 2003 schien ein Machtwechsel in Georgien unmittelbar bevorzustehen. Es hatten sich zwei starke Oppositionsbündnisse gebildet, die bereits 2002 die Regionalwahlen gewonnen hatten. Es handelte sich um die Vereinte Nationale Bewegung unter Führung des früheren Justizministers Micheil Saakaschwili und die Burdschanadse-Demokraten unter Parlamentspräsidentin Nino Burdschanadse und ihrem Vorgänger im Amt, Surab Schwania. Ihnen gegenüber standen das Wahlbündnis des Präsidenten Für ein neues Georgien und die Union für Demokratische Wiedergeburt des adscharischen Diktators Aslan Abaschidse.

## Wahlen und Proteste

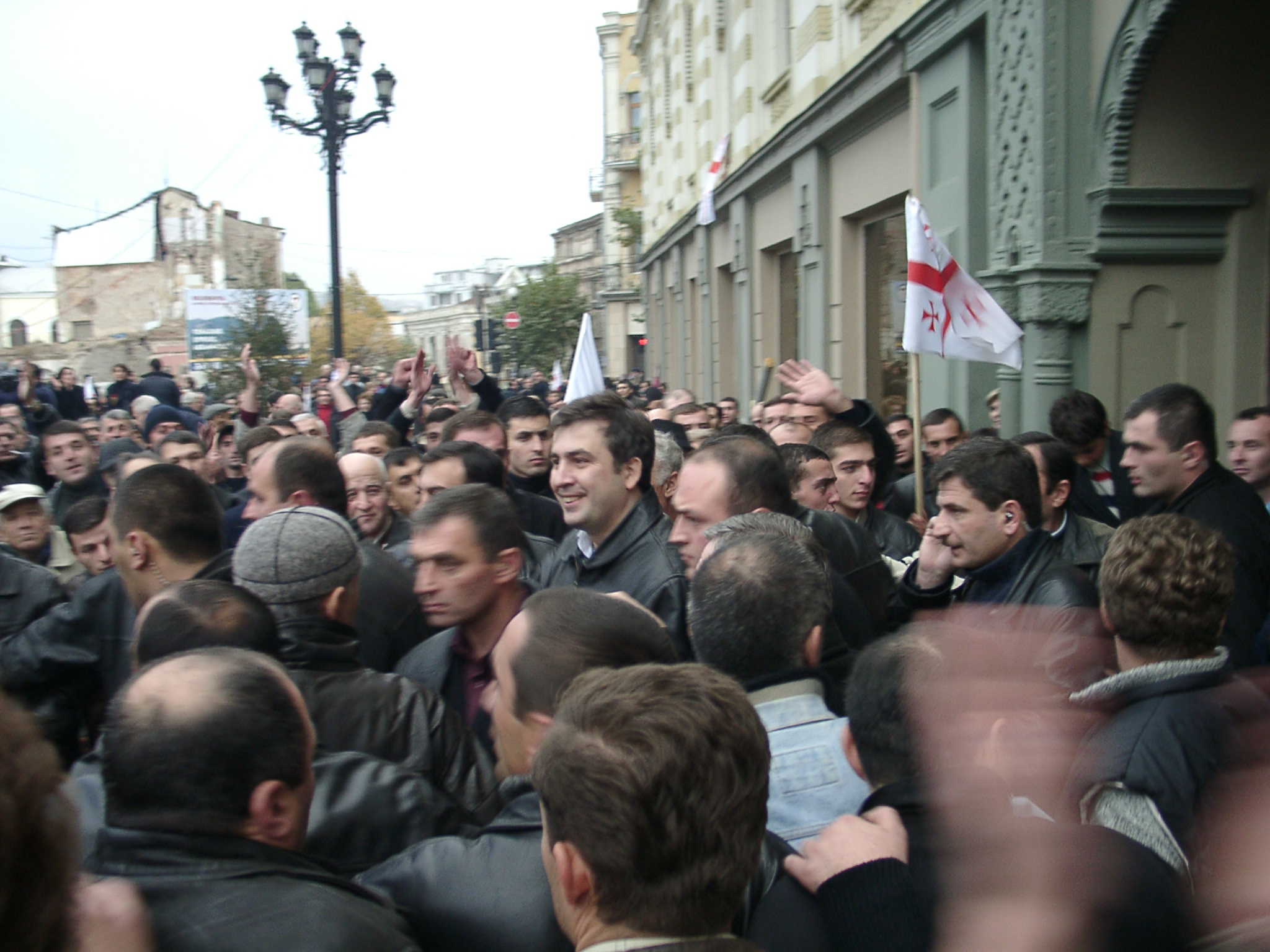
Micheil Saakaschwili inmitten von Demonstranten, 5. November 2003

Am 2. November 2003 wurden Wahlen zum georgischen Parlament abgehalten. Sie wurden von einheimischen und internationalen Beobachtern als weitgehend gefälscht beurteilt. Saakaschwili erklärte sich auf der Grundlage von Nachwahlbefragungen von Instituten zum Wahlsieger und forderte die Georgier auf, gegen Schewardnadse zu demonstrieren und sich an zivilem Ungehorsam gegen die Regierung zu beteiligen. Die zwei großen Oppositionsbündnisse schlossen sich zusammen, verlangten die Absetzung Schewardnadses und eine Wiederholung der Wahl.
Am 10. November bildeten der Regisseur Giorgi Chaindrawa, der Schriftsteller Dawit Turaschwili sowie die Mitarbeiter des Tifliser Freiheitsinstituts Giga Bokeria und Dawit Surabischwili ein Komitee für zivilen Widerstand, das in Universitäten, zivilgesellschaftlichen Organisationen und ländlichen Regionen für Protestaktivitäten gegen die Regierung warb. Saakaschwili reiste nach West-Georgien, wandte sich in den Regionen Mingrelien und Imeretien vor allem an Anhänger des früheren Präsidenten Swiad Gamsachurdia. Er erinnerte dabei an das Zitat Gamsachurdias („Wir werden Rosen statt Kugeln auf unsere Feinde werfen“) und überzeugte rund 30.000 Menschen, nach Tiflis zu kommen.
Mitte November begannen gegen die Regierung gerichtete Demonstrationen auf den Straßen des Zentrums von Tiflis, die bald auch alle größeren Städte Georgiens ergriffen. Die oppositionelle Jugendorganisation Kmara! (dt. Genug!) schloss sich den Protesten an. Schewardnadses Regierung wurde von Adschariens Diktator Abaschidse unterstützt. Er sandte Tausende seiner Anhänger nach Tiflis, um eine Gegendemonstration abzuhalten.

## Machtwechsel
Am 22. November, dem Tag der konstituierenden Sitzung des als illegitim angesehenen Parlaments, erreichten die Demonstrationen ihren Höhepunkt. Unter der Führung Saakaschwilis stürmten Oppositionsanhänger mit Rosen in den Händen das Parlamentsgebäude, verschafften sich Zutritt zum Plenarsaal und unterbrachen die Eröffnungsrede Präsident Schewardnadses. Saakaschwili rief dem alten Präsidenten zu: "Treten Sie zurück!" Es entstand ein Handgemenge. Der Präsident flüchtete mit seinen Leibwächtern aus dem Gebäude. Wenig später erklärte er den Ausnahmezustand und begann, in seiner nahegelegenen Residenz Truppen und Polizeieinheiten zu mobilisieren. Doch die Elitetruppen verweigerten der Regierung den Gehorsam.

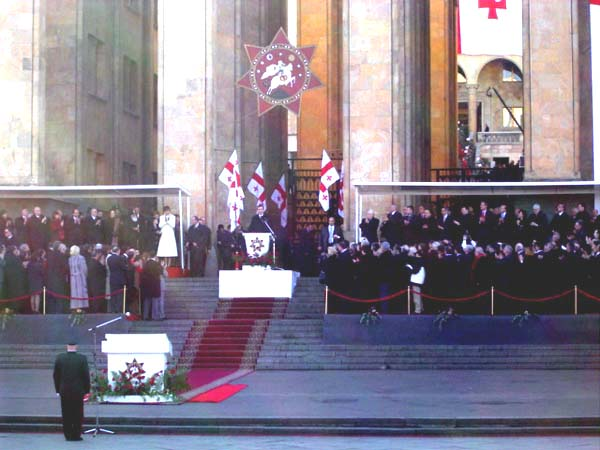
Amtseinführung Micheil Saakaschwilis, Januar 2004

Am Abend des 23. Novembers traf sich Schewardnadse mit den Oppositionsführern Saakaschwili und Schwania, um zu verhandeln. Das Treffen war vom russischen Außenminister Igor Iwanow vereinbart worden, der aus Moskau nach Tiflis geflogen war. Nach dem Treffen erklärte der Präsident seinen Rücktritt. Die Nachricht löste Euphorie in den Straßen von Tiflis aus. Mehr als 100.000 Protestierende feierten den Rücktritt die ganze Nacht lang mit Feuerwerk und Rock-Konzerten.
Die bisherige Parlamentspräsidentin Burdschanadse erklärte sich bis zu Neuwahlen zur Staatspräsidentin. Der Oberste Gerichtshof Georgiens annullierte die Parlamentswahlen bis auf die in Wahlkreisen errungenen Direktmandate. Am 4. Januar 2004 errang Oppositionsführer Micheil Saakaschwili bei Präsidentschaftswahlen einen überwältigenden Wahlsieg und wurde am 25. Januar in sein Amt eingeführt. Am 28. März wurde das georgische Parlament neu gewählt. Die Träger der Rosenrevolution traten mit einer vereinten Partei unter dem Namen Nationale Bewegung – Demokraten an und errangen die absolute Mehrheit. Die Rechte Opposition bildete zunächst die einzige Oppositionsfraktion im Parlament.

## Adscharien
Im Mai 2004 fand in Batumi, der Hauptstadt Adschariens, die Zweite Rosenrevolution statt. Nach Monaten extremer Spannungen zwischen der Zentralregierung Saakaschwilis und dem adscharischen Diktator Abaschidse mobilisierten die Nationalen Bewegung – Demokraten und Kmara! mehrere tausend Adscharier gegen Abaschidses Politik. Abaschidse löste die Demonstrationen in den Straßen von Batumi und Kobuleti durch den Einsatz paramilitärischer Organisationen und des regulären Militärs auf. Es gelang ihm jedoch nicht, seine Gegner einzuschüchtern. Die Proteste verstärkten sich im Hinblick auf Teilnehmerzahl und Intensität.
Am 6. Mai 2004 versammelten sich Demonstranten aus ganz Adscharien in Batumi. Unterdessen verhandelten Premierminister Surab Schwania und Innenminister Giorgi Baramidse mit Adschariens Innenminister Dschemal Gogitidse über einen Rückzug seiner Streitkräfte von der Grenze der autonomen Republik Adscharien zum restlichen Staatsgebiet Georgiens am Fluss Tscholoki und über die Erlaubnis zum Einsatz georgischer Spezialeinheiten. Abaschidse beugte sich dem massiven Druck, erklärte am gleichen Abend seinen Rücktritt und flog nach Moskau. Präsident Saakaschwili besuchte Batumi am nächsten Tag, wo er von feiernden Adschariern als Befreier begrüßt wurde.

## Bilanz

Erinnerung an die Rosenrevolution auf dem Tawisuplebis Moedani in Tiflis

Die Rosenrevolution wurde zum Vorbild für weitere friedliche Revolutionen in Osteuropa und Zentralasien. Während der Orangen Revolution in der Ukraine im November 2004 schwenkten Anhänger des Präsidentschaftskandidaten Wiktor Juschtschenko georgische Fahnen und Juschtschenko begrüßte die Menschenmenge mit einer roten Rose. Der Vorsitzende des georgischen Parlamentsausschusses für Verteidigung und Sicherheit, Giwi Targamadse wurde von ukrainischen Oppositionsführern über Techniken des gewaltfreien Widerstandes befragt. Später beriet er während der Tulpenrevolution 2005 die Führungsfiguren der kirgisischen Opposition.
Es heißt, nach der Rosenrevolution habe in Georgien eine neue Ära begonnen. Während der Westen sie als einen Schritt zu mehr Demokratie in Transkaukasien betrachtet, vertreten andere, darunter verschiedene russische Politiker, die Auffassung, es habe sich um einen Putsch "Made in America" gehandelt. Sie betonen dabei die Rolle des von George Soros gegründeten Open Society Institute, das die georgische Opposition finanziert habe.
Tatsächlich hatte die Saakaschwili-Regierung seit 2004 verschiedene Reformen in Angriff genommen und scharfe Maßnahmen gegen die Korruption ergriffen. Dennoch haben verschiedene Bürgerrechtsgruppen und die parlamentarische Opposition Besorgnis gegenüber autoritären Tendenzen in Saakaschwilis Politik geäußert. In der Regierung zeigen sich zwei Jahre nach der Rosenrevolution Zeichen einer Wiederkehr der alten Clanwirtschaft. Georgische Reformer, die vom Präsidenten aus dem Ausland geholt und in Regierungsämter berufen wurden, um zukunftsfähige politische Konzepte zu erarbeiteten und praktisch umzusetzen, wurden nach einiger Zeit ihrer Ämter enthoben.
Im November 2007 brachen in Tiflis aufgrund der Unzufriedenheit mit der Saakaschwili-Regierung Massenproteste aus. Zehntausende Oppositionsanhänger warfen Saakaschwili Autoritarismus und Versagen bei der Bekämpfung der Armut und der Korruption vor und forderten seinen Rücktritt. Daraufhin ließ Saakaschwili die Demonstrationen durch Polizeikräfte gewaltsam auflösen und verhängte den Ausnahmezustand. Europäische Medien sprachen daraufhin vom Ende der Rosenrevolution.
Im Mai 2011 kam es in Tiflis wieder zu Protesten gegen Saakaschwili, die von den Sicherheitskräften gewaltsam aufgelöst wurden. Laut der früheren Parlamentspräsidentin Nino Burdschanadse wurden bis zu 300 Oppositionelle verhaftet.